# Cal Pagès
Cal Pagès és una masia a escassa distància al nord-oest del veïnat de Vilartolí, integrat al municipi de Sant Climent Sescebes (Alt Empordà). Construïda vers els segles XVIII-XIX amb reformes i ampliacions posteriors està catalogada a l'Inventari del Patrimoni Arquitectònic de Catalunya. La masia es construí a la zona delimitada entre la riera d'Anyet i el còrrec de les Comes.
Es tracta d'una masia aïllada formada per diversos cossos adossats, que li proporcionen una planta més o menys rectangular. L'habitatge en si està situat a la part central de la construcció. Presenta un cos rectangular cobert amb teulada de quatre vessants i distribuït en planta baixa i dos pisos. La resta de cossos s'adossen a aquest. A tramuntana i a migdia hi ha dos cossos amb teulada de dues aigües i distribuïts en dues plantes, tot i que el de la banda sud està envoltat d'una terrassa al pis. A ponent hi ha una altra construcció amb la coberta d'un sol vessant i distribuït en planta baixa i pis. En general, les obertures són rectangulars i estan bastides amb maons, tot i que presenten els emmarcaments arrebossats i moltes d'elles han estat reformades o bé transformades. L'últim cos que integra la construcció està situat a la banda sud-oest i destinat als usos agrícoles. Es tracta d'un cos rectangular amb la coberta d'un sol vessant i distribuït en una sola planta, amb dues zones de corrals davant tancades per un mur de pedra. Presenta una porta d'accés d'arc rebaixat bastida amb pedra disposada a sardinell. La construcció està bastida amb pedra sense treballar lligada amb abundant morter de calç.